# كهف مارفل
كهف مارفل (بالإنجليزية: Marvel Cave)‏؛ هو كهف يقع في مقاطعة ستون في الولايات المتحدة.

## السياحة
يعد «كهف مارفل» أحد مواقع الجذب السياحي في مقاطعة ستون في ولاية ميزوري الأمريكية.